# Laurent Mohellebi
Laurent Mohellebi est un footballeur français, né le 5 janvier 1984 à Marseille.

## Carrière
Formé à Monaco, il fait partie de l'équipe de France victorieuse du championnat du Monde des -17 ans en 2001. Ce milieu de terrain rejoint ensuite le FC Istres. Sans club en 2006, il s'entraîne alors régulièrement avec le club de l'US Créteil (Ligue 2).
En juin 2007, il signe un contrat amateur avec la réserve du Paris Saint-Germain avant de s'engager, dès janvier 2008, avec le KF Tirana, le club vainqueur du dernier championnat d'Albanie.

## Clubs

### Junior
- 1998-2004 :  AS Monaco

### Professionnel
- 2004-2006 :  FC Istres
- 2006-2007 : Sans club
- 2007-déc. 2007 :  Paris SG (rés.)
- janv. 2008-2009 :  KF Tirana
- jan. 2010-déc. 2010 :  Issy-les-Moulineaux
- depuis jan. 2011 :  Atlético Baleares

## Palmarès
- Champion du monde des - 17 ans avec l'équipe de France

## Source
1. ↑  Mohellebi signe au KF Tirana sur Planetepsg.com, le 19/01/08